# Mordellistena flaviceps
Mordellistena flaviceps is een keversoort uit de familie spartelkevers (Mordellidae). De wetenschappelijke naam van de soort is voor het eerst geldig gepubliceerd in 1863 door Motschulsky.